# Rjurikovo Gorodisjtje

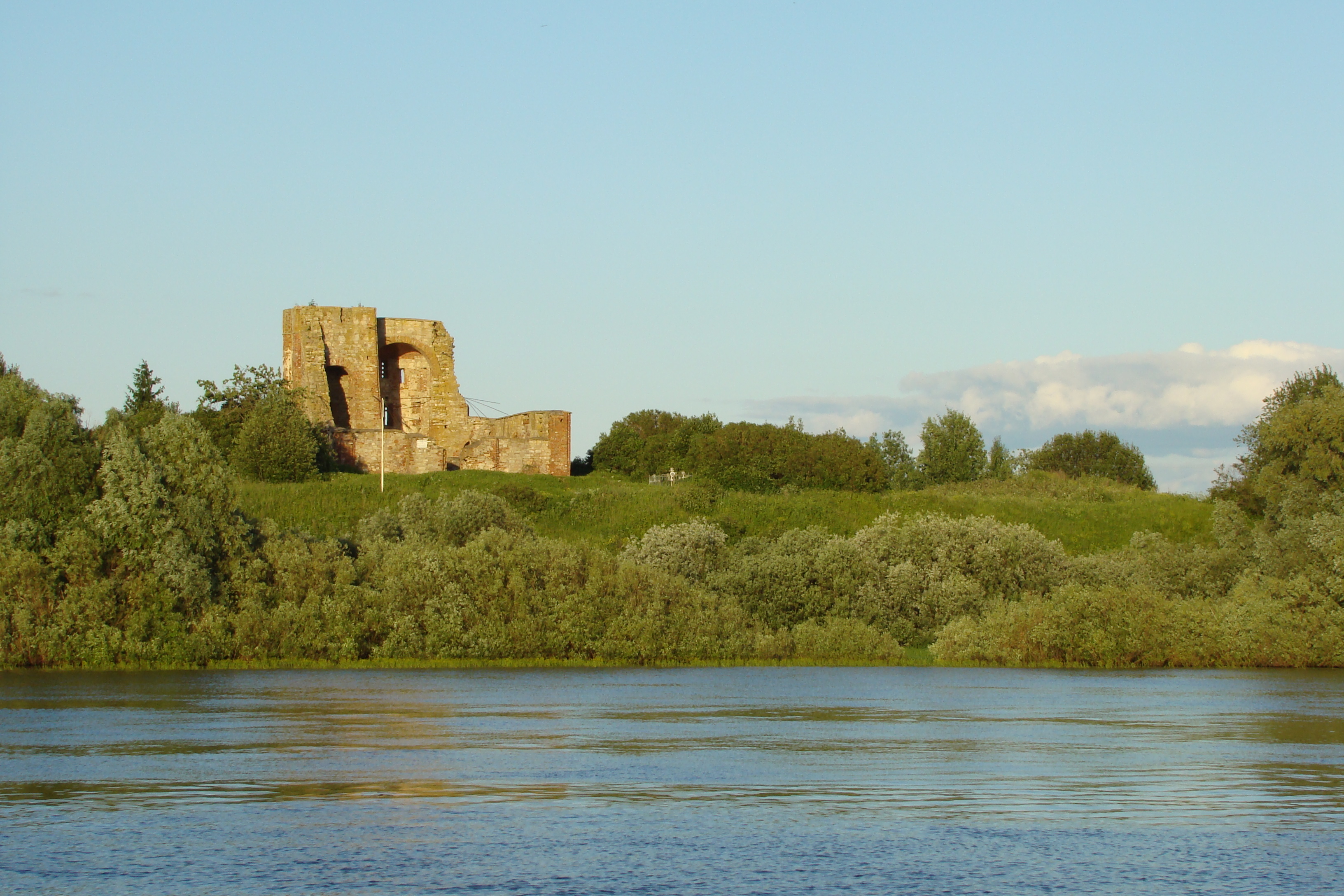

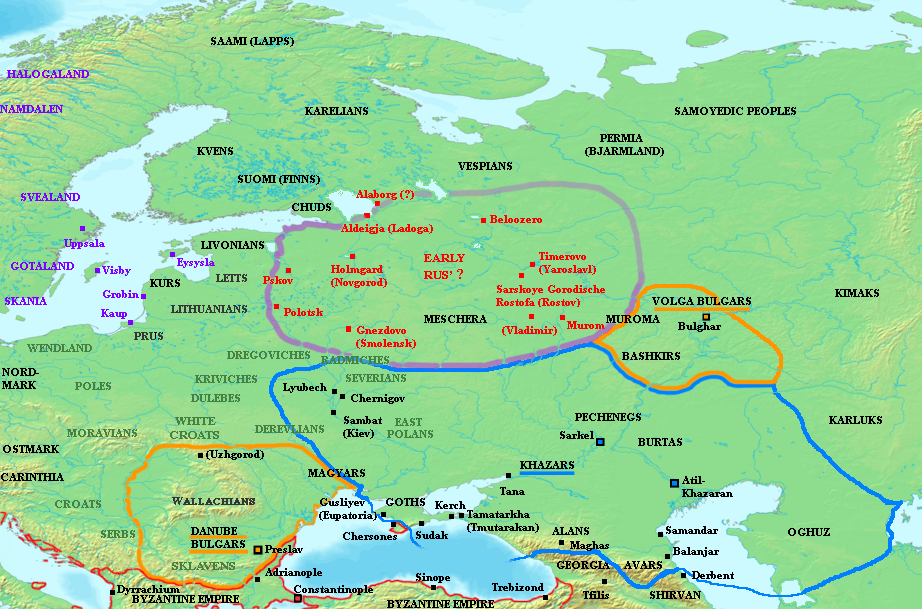
Gardariki.

Rjurikovo Gorodisjtje ("Ruriks gamla stad") eller Gorodisjtje är en arkeologisk fyndplats i dagens Ryssland. Den är belägen några kilometer söder om Novgorod, nära sjön Ilmen och intill Sieverskanalens mynning i floden Volchov. Platsen anses vara Novgorods föregångare och är troligen den plats som kallas Holmgård i nordiska källor. Den uppvisar tjocka kulturlager som har undersökts arkeologiskt på senare år och uppvisar många fynd av nordiska typ från 800-talet.